# メジロスイセイ
メジロスイセイは日本の競走馬。メジロ牧場の基礎牝系の一頭であるアサマユリの直仔で、アサマユリ系としては初めての重賞競走の勝ち馬となった。

## 愛称の由来
競走馬名・メジロスイセイの由来は、国鉄に当時存在していた、寝台特別急行列車の「彗星」から採られている。これは、1968年産まれのメジロ商事や北野豊吉の持ち馬の名前が、特急列車から採られているためで、同期には、メジロゲッコウ（寝台特急「月光」より採られた）がいる。

## 戦績
1970年7月4日、福島競馬場の新馬戦でデビューを果たしたメジロスイセイだが、12月13日に初勝利を挙げるまでに6戦を要した。その後8戦するも、下級条件戦で1勝を挙げたのみで目立った活躍も無く、1971年10月16日のレースを最後に売却され、関西の梅内慶蔵厩舎に転厩した。
ところが、梅内忍騎手を鞍上に、1972年6月に中京競馬場の条件戦に出走して勝利を飾ると、条件特別戦でも好走を重ね、1972年秋の京都記念に格上挑戦すると、直線鋭く追い込んで、ヤマニンウエーブの2着に入る活躍を見せた。
1973年には、金杯や日本経済新春杯でも入着し、休養を挟んで夏には待望のオープンクラス入りを果たした。そして、京都記念（秋）でヤマニンウエーブに雪辱し、重賞制覇を飾った。
その後は、1974年春の天皇賞で4着に入るなど、重賞競走で好走したが、勝ち鞍は阪神競馬場のオープン（ダート1800メートル・1:53:0のレコード勝ちだった）だけで、1975年秋の阪神競馬場のオープン（2着）を最後に、岩手公営に転出した。
岩手公営では千葉忠一厩舎に所属し、1976年のみちのく大賞典を勝つなどして活躍した。

## 血統表
| メジロスイセイの血統（ネヴァーセイダイ系（ナスルーラ系） / Nearco 父内4x4=12.50%、 Man O'War 4x5=9.38%、 Tetratema 4x5=9.38%、 Blandford 5x5=6.25%） | メジロスイセイの血統（ネヴァーセイダイ系（ナスルーラ系） / Nearco 父内4x4=12.50%、 Man O'War 4x5=9.38%、 Tetratema 4x5=9.38%、 Blandford 5x5=6.25%） | メジロスイセイの血統（ネヴァーセイダイ系（ナスルーラ系） / Nearco 父内4x4=12.50%、 Man O'War 4x5=9.38%、 Tetratema 4x5=9.38%、 Blandford 5x5=6.25%） | （血統表の出典）          | （血統表の出典） |
| 父 *ネヴァービート Never Beat 1960 栃栗毛 イギリス                                                                                                   | 父の父Never Say Die 1951 栗毛 アメリカ | Nasrullah | Nearco                    | Nearco           |
| 父 *ネヴァービート Never Beat 1960 栃栗毛 イギリス                                                                                                   | 父の父Never Say Die 1951 栗毛 アメリカ | Nasrullah | Mumtaz Begum              |                  |
| 父 *ネヴァービート Never Beat 1960 栃栗毛 イギリス                                                                                                   | 父の父Never Say Die 1951 栗毛 アメリカ | Singing Grass | War Admiral               | War Admiral      |
| 父 *ネヴァービート Never Beat 1960 栃栗毛 イギリス                                                                                                   | 父の父Never Say Die 1951 栗毛 アメリカ | Singing Grass | Boreale                   |                  |
| 父 *ネヴァービート Never Beat 1960 栃栗毛 イギリス                                                                                                   | 父の母Bride Elect 1952 黒鹿毛 イギリス | Big Game | Bahram                    | Bahram           |
| 父 *ネヴァービート Never Beat 1960 栃栗毛 イギリス                                                                                                   | 父の母Bride Elect 1952 黒鹿毛 イギリス | Big Game | Myrobella                 |                  |
| 父 *ネヴァービート Never Beat 1960 栃栗毛 イギリス                                                                                                   | 父の母Bride Elect 1952 黒鹿毛 イギリス | Netherton Maid | Nearco                    | Nearco           |
| 父 *ネヴァービート Never Beat 1960 栃栗毛 イギリス                                                                                                   | 父の母Bride Elect 1952 黒鹿毛 イギリス | Netherton Maid | Phase                     |                  |
| 母 アサマユリ 1959 栗毛 日本 | 母の父ボストニアン 1950 栗毛 日本 | *セフト Theft | Tetratema                 | Tetratema        |
| 母 アサマユリ 1959 栗毛 日本 | 母の父ボストニアン 1950 栗毛 日本 | *セフト Theft | Voleuse                   |                  |
| 母 アサマユリ 1959 栗毛 日本 | 母の父ボストニアン 1950 栗毛 日本 | 神正 | *ダイオライト             | *ダイオライト    |
| 母 アサマユリ 1959 栗毛 日本 | 母の父ボストニアン 1950 栗毛 日本 | 神正 | *種正                     |                  |
| 母 アサマユリ 1959 栗毛 日本 | 母の母トモエ 1951 栗毛 日本 | 月友 | Man O' War                | Man O' War       |
| 母 アサマユリ 1959 栗毛 日本 | 母の母トモエ 1951 栗毛 日本 | 月友 | *星友                     |                  |
| 母 アサマユリ 1959 栗毛 日本 | 母の母トモエ 1951 栗毛 日本 | アスエ | *プリメロ                 | *プリメロ        |
| 母 アサマユリ 1959 栗毛 日本 | 母の母トモエ 1951 栗毛 日本 | アスエ | 第六オーグメント F-No.7-c |                  |